# San Damiano (Assisi)
 For alternative betydninger, se San Damiano. (Se også artikler, som begynder med San Damiano)
San Damiano er en lille kirke med tilhørende kloster, som ligger lige udenfor Assisi. Denne kirke spiller en stor rolle for begge de to helgener Frans og Clara.
Det vides, at kirken fandtes allerede i det 11. århundrede. Da Frans kom til den i 1206 og bad foran dens gamle byzantinske krucifiks var den meget forfalden. I den tid søgte den unge Frans en anden vej for sit liv, bl.a. ved at bede til Gud i de små mere eller mindre forladte og forfaldne kirker rundt om Assisi. Her i San Damiano hørte han den korsfæstedes stemme tale til sig og sige: "Frans, gå hen og genopbyg min kirke, den er ved at falde sammen." Han begyndte med at tage ordene helt bogstaveligt og arbejde på en restaurering af kirken. Dette var årsag til konflikt med faderen, fordi han solgte tøjruller fra faderens forretning for at finansiere byggeriet. Først senere opfattede han ordene på en mindre bogstavelig måde.
I 1212 sluttede Clara sig til den franciskanske bevægelse. Hun og hendes ordenssøstre kom til at bo i S. Damiano, og her døde hun i 1253. I S. Damiano-klosteret kan man stadig fra Claras tid se dormitorium, sovesal og refektorium, spisesal og stedet, hvor søstrene bad deres tidebønner. Det er alt sammen meget enkelt og fattigt.
Ved San Damiano har Frans også skrevet sin salme, hvor han priser Gud for skabning (Cantico delle Creature eller på dansk Solsangen). Den er noget af det ældste skrevet på folkesproget, italiensk, i stedet for på latin. Den findes i moderne gendigtning i Den danske Salmebog (nr. 17) .